# Knox (Indiana)
Knox és una població dels Estats Units a l'estat d'Indiana. Segons el cens del 2000 tenia 3.721 habitants.

## Demografia
Segons el cens del 2000, Knox tenia 3.721 habitants, 1.466 habitatges, i 961 famílies. La densitat de població era de 365,6 habitants/km².
Dels 1.466 habitatges en un 31,2% hi vivien nens de menys de 18 anys, en un 46,8% hi vivien parelles casades, en un 14,3% dones solteres, i en un 34,4% no eren unitats familiars. En el 30,6% dels habitatges hi vivien persones soles el 14,8% de les quals corresponia a persones de 65 anys o més que vivien soles. El nombre mitjà de persones vivint en cada habitatge era de 2,43 i el nombre mitjà de persones que vivien en cada família era de 3,01.
Per edats la població es repartia de la següent manera: un 25,6% tenia menys de 18 anys, un 8,2% entre 18 i 24, un 28,1% entre 25 i 44, un 20,5% de 45 a 60 i un 17,6% 65 anys o més.
L'edat mediana era de 37 anys. Per cada 100 dones de 18 o més anys hi havia 87,7 homes.
La renda mediana per habitatge era de 29.891$ i la renda mediana per família de 35.615$. Els homes tenien una renda mediana de 30.585$ mentre que les dones 20.994$. La renda per capita de la població era de 16.184$. Entorn de l'11,9% de les famílies i el 15,5% de la població estaven per davall del llindar de pobresa.

## Poblacions més properes
El següent diagrama mostra les poblacions més properes.